# Louis Suire
Louis Suire, né le 29 octobre 1899 à Cognac et mort le 18 janvier 1987 à Lagord, est un artiste peintre et éditeur français.

## Biographie
Enfant rochelais issu d'une famille bourgeoise, Louis Suire a pu suivre tôt des cours de dessin sous Louis Giraudeau. C'est aussi grâce à ce dernier qu'il découvrit en 1912 une Île de Ré encore sauvage et très recluse. Aussitôt tombé sous son charme il décida d'y acquérir, un jour, une maison.
Son talent permit à l'artiste une entrée aux Beaux-Arts à Paris. C'est l'époque où il fréquente l'Académie Julian, se lie d'amitié avec Paul Signac, Albert Marquet et André Dunoyer de Segonzac. Après un court intermezzo forcé par la Première Guerre mondiale, il put revenir à La Rochelle où il épousa rapidement, en 1923, sa femme Hélène - son amour depuis l'âge de 14 ans. Une année plus tard leur fils Claude vit le jour. Encore cinq années plus tard, en 1929, le couple Suire acheta une maison sur l'Île de Ré, dans le village Les Portes-en-Ré plus précisément à La Rivière. Cette maison est devenu par la suite l'atelier du fils ainsi que du petit-fils de Louis Suire pour nommer ces deux artistes : Claude Suire et Olivier Suire-Verley.
Vivant toujours à La Rochelle et ayant un pied-à-terre sur l'ile, la famille Suire d'abord en couple puis avec leur fils Claude, firent maintes voyages sur l'ile servant d'inspiration à l'œuvre abondante du peintre. Génial touche-à-tout, Suire devint éditeur en créant la maison La Rose des Vents principalement dédiée au régionalisme illustré par ces propres mains.
La Seconde Guerre mondiale frappa sa vie plus fortement et lui valut deux années d'emprisonnement dans un camp de travail en Allemagne. Mais il revint sur son territoire pour continuer son œuvre artistique ainsi que sa vie de Rochelais, Rhétais mais surtout de mari et de père. Louis Suire s'est éteint en 1987, la même année que sa femme Hélène.

## Peintures
Les peintures de Suire ont souvent servi de motif pour cartes postales. C'est aussi grâce à ce média que se propage encore aujourd'hui le coloris très spécial que Suire donnait à ses tableaux et ainsi à l'image de l'ile de Ré. Sa vision de la lumière rhétaise et de la simplicité architecturale et paysagiste de l'ile sont des ambassadeurs les plus actuels pour tout le charentais.

## Livres illustrés
La plupart des livres illustrés par Suire sont parus en éditions numérotées comportant chacune différentes séries. Plus l'exemplaire est proche de la tête de série plus il sera rendu luxurueux par des colorations à la main de l'artiste, par des suites complémentaires des illustrations en d'autres états, ou encore par des originaux. Le grand travail résultant de ce fait, sachant que porter une signature et avoir au moins une moins une coloration à la main est caractéristique de presque chaque livre de Suire (et ceci perdurant les nombreuses rééditions au courant des décennies), fut parfois souligné par le peintre.
Sélection :
- Le Vent du destin, texte de Gaston Chéreau, illustrations de Louis Suire, édité par les Impressions d'Art de Jean Foucher, La Rochelle, 1927 (tirage limité à 400 exemplaires).
- Cours fleuries et maisons blanches de l'Ile de Ré, texte et illustrations de Louis Suire, Éditions Mélusine (ouvrage couronné par l'Académie française).
- Le Paysage Charentais dans l'œuvre d'Eugène Fromentin et de Pierre Loti. Pages choisies, commentées et illustrées par Louis Suire, La Rochelle, La Rose de Vents
- Images du pays d'Ouest. Poitou - Vendée - Charente. Texte et illustrations de Louis Suire, La Rochelle, La Rose de Vents
- Jean Verwaest " Saintonge Terre Romane ", Aquarelles de Louis Suire, Éditions à La rose des Vents, La Rochelle, 1947
- Philippe Chabaneix. Méditerranée : . Avec... aquarelles de Louis Suire , La Rochelle, La Rose de Vents
- Image de La Rochelle, La Rochelle, La Rose de Vents
- L'île d'Oléron dernière escale de Pierre Loti, La Rochelle, La Rose de Vents
- L'Ile de Ré d'autrefois et d'aujourd'hui, texte de James René, illustrations de Louis Suire, Éditions Mélusine
- Vieilles chansons du Pays d'Ouest, texte d'Henri Clouzot, illustrations de Louis Suire, Éditions Mélusine

## Musées et collections publiques
- Département des "Beaux-Arts et documents graphiques" du Musée Ernest-Cognacq de Saint-Martin-de-Ré[4].
- Présidence de la République, Paris. Via le Fonds national d'art contemporain.
- Musée des beaux-arts de La Rochelle.
- Musée vendéen de Fontenay-le-Comte.
- Musée d'art et d'histoire de Cognac .
- Musée des beaux-arts de Nantes.
- Musée de la Cohue, Vannes.
- Musée des beaux-arts de Limoges[5].
- Mairie d'Aigrefeuille-d'Aunis.
- Préfecture de la Charente-Maritime, La Rochelle.
- Mairie d'Ars-en-Ré.
- Mairie de Limoges.

## Expositions

### Expositions collectives
- Salon de la Société nationale des beaux-arts, Paris (dates non communiquées).
- Salon des indépendants, Paris (dates non communiquées).
- Salon d'automne, Paris, 1932[6].
- Exposition universelle de 1937, Paris (stand du Cognac)[7].

### Expositions personnelles
- Galerie Armand Drouant, Paris, 1927[8], janvier 1930[9].
- Galerie E. Martin, Paris, janvier 1929[10].
- Louis Suire, le peintre de la lumière, Archives départementales de la Charente-Maritime, La Rochelle, juillet-septembre 1998.

## Réception critique
- « Qu'il peigne des natures mortes, des paysages, des figures, ou illustre des livres, Suire se révèle un peintre charmant, délicat, observateur. Après tant de tentatives dont les ambitions se justifient mal, un tel art est bien plaisant. » - François Fosca, 1928[8]
- « Modestes, délicates, les toiles de Louis Suire ne cherchent pas à révolutionner la peinture. Elles ont pour elles la finesse, la sobriété de l'émotion, un sens très juste des nuances de la lumière. Les illustrations ont une vertu peu commune : elles savent collaborer avec le texte. On devine que non seulement Suire lit les ouvrages qu'il décore, mais qu'il les comprend et les aime. » - François Fosca, 1929[10]
- « On retrouve dans ces paysages et dans ces natures mortes les qualités habituelles de l'artiste : finesse de vision, simplicité de moyens, fraîcheur de la sensibilité. » - François Fosca, 1930[9]

## Distinctions et hommages
- Membre de l'Académie de La Rochelle de 1925 à 1986.
- Membre de l'Académie de Saintonge de 1961 à 1986[7].
- Une Passerelle Louis Suire a été inaugurée par Michel Crépeau, maire de La Rochelle, en 1992.

### Émissions radiophoniques
- Louis Suire présenté par Florian Gaillard, émission Ils ont été célèbres, RCF Radio, mardi 1er juillet 2014, 10 h 15 min.